# Caliente (Nevada)
Caliente ist eine Gemeinde im US-Bundesstaat Nevada. Sie liegt im Lincoln County. Das U.S. Census Bureau hat bei der Volkszählung 2020 eine Einwohnerzahl von 990 ermittelt. Die geographischen Koordinaten sind 37°36'55" Nord, 114°30'51" West. Eine Sehenswürdigkeit ist der in der Nähe des Ortes liegende Kershaw-Ryan State Park.

## Name
Der Ortsname Caliente ist ein Lehnwort aus dem Spanischen mit der Bedeutung heiß. Er kommt von den in der Nähe liegenden heißen Quellen. Der Ort trägt den Beinamen City of Roses (Rosenstadt).

## Geographie und Klima
Caliente hat eine Fläche von 4,9 km², die nur auf Landflächen entfallen. Das Klima ist typisch für das Wüstenhochland von Nevada. Winter sind mäßig kalt, die Sommer sehr heiß mit großen Temperatursprüngen zwischen Tag und Nacht. Das mittlere Maximum im Januar ist 40 °F (4,44 °C), im Juli liegen die mittleren Maxima bei 90 °F (32,2 °C). Die meisten Niederschläge fallen zwischen November und März und verdanken sich dem pazifischen Jetstream. Südliche Monsunregen zwischen Mitte Juli und September können von heftigen Gewittern begleitet sein, die das Wasser in Flussbetten plötzlich ansteigen lassen und Furten überschwemmen können.

## Geschichte

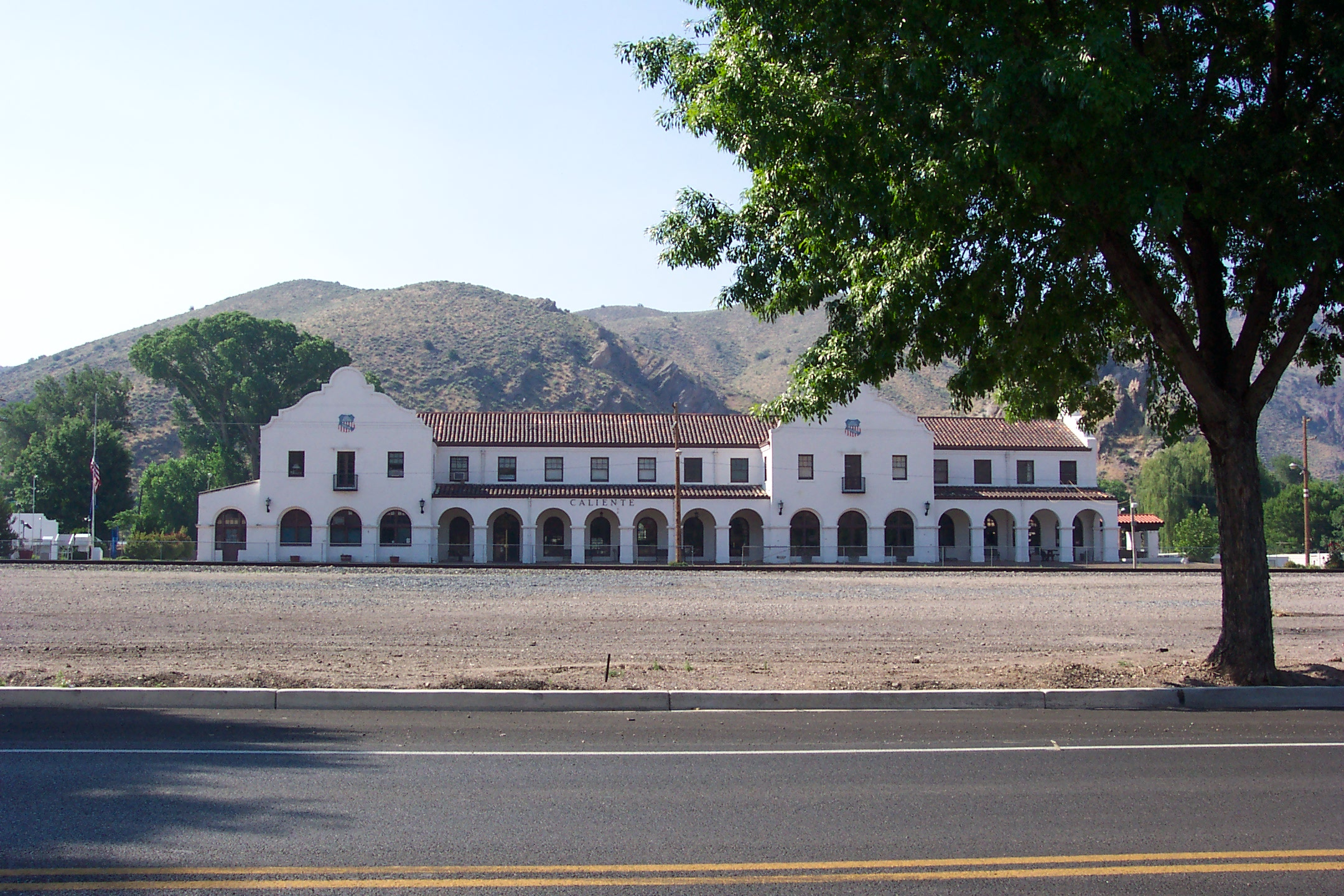
Alter Bahnhof von Caliente

Caliente wurde 1901 auf dem Gebiet der Culverwell Ranch gegründet, die William und Charles Culverwell gehörte. Ursprünglich hieß der Ort Calientes, aber am Postamt, das im selben Jahr eröffnet wurde, entfernten Arbeiter das „s“. 1905 wurde die Bahnlinie der Union Pacific Railroad zwischen Salt Lake City und Las Vegas fertig, der Caliente seine Entstehung verdankt. 1923 wurde der Bahnhof im Stil der spanischen Missionsarchitektur gebaut, er beherbergt heute Ämter und ein kleines historisches Museum. Die Einwohnerzahl erreichte ein Maximum von 5000 Personen, sank danach aber ständig, besonders in den späten 1940er Jahren mit der „Dieselization“, der Umstellung von Dampf- auf Diesellokomotiven.

## Demographie
Beim United States Census 2000 wurden in Caliente 1123 Einwohner in 408 Haushalten und 241 Familien gezählt. Die Bevölkerungsdichte betrug 233,1 Einwohner/km². Die Zahl der Wohneinheiten war 479, das entspricht einer Dichte von 99,4 Wohnungen/km².
Die Einwohner Calientes bestanden im Jahre 2000 zu 87,27 % aus Weißen, 1,96 % African American, 3,03 % Native American, 0,62 % Asiaten, 0,09 % Pacific Islanders, 3,56 % stammten von anderen Rassen und 3,47 % von zwei oder mehr Rassen ab. 7,30 % der Bevölkerung, erklärten sich beim Census als Hispano oder Latino.
In 29,4 % der Haushalte lebten Kinder unter 18 Jahren und in 46,1 % der Haushalte lebten verheiratete Paare zusammen, 11,8 % der Haushalte hatten einen weiblichen Haushaltsvorstand ohne anwesenden Ehemann und 40,9 % der Haushalte bildeten keine Familien. 37,3 % aller Haushalte bestanden aus Einzelpersonen und in 18,1 % war jemand im Alter von 65 Jahren oder älter alleinlebend. Die durchschnittliche Haushaltsgröße war 2,34 Personen und die durchschnittliche Familie bestand aus 3,12 Personen.
Von der Einwohnerschaft waren 39,1 % unter 18 Jahre alt, 5,2 % entfielen auf die Altersgruppe von 18 bis 24 Jahre, 17,5 % waren zwischen 25 und 44 Jahre alt und 21,9 % zwischen 45 und 64 Jahre. 16,3 % waren 65 Jahre alt oder älter. Das Durchschnittsalter war 33 Jahre. Auf jeweils 100 Frauen entfielen 89,7 Männer; bei den über 18-Jährigen entfielen auf 100 Frauen jeweils 85,4 Männer.
Das Durchschnittseinkommen pro Haushalt betrug 25.833 US-$ und das mittlere Familieneinkommen war 38.667 US-$. Die Männer verfügten durchschnittlich über ein Einkommen von 39.500 US-$, gegenüber 24.688 US-$ für Frauen. Das Pro-Kopf-Einkommen belief sich auf 20.555 US-$. Etwa 17,3 % der Familien und 22,3 % der Bevölkerung lebten unterhalb der Armutsgrenze; dies betraf 31,4 % derer unter 18 Jahren und 17,9 % der Altersgruppe 65 Jahre oder älter.